# Station Sài Gòn

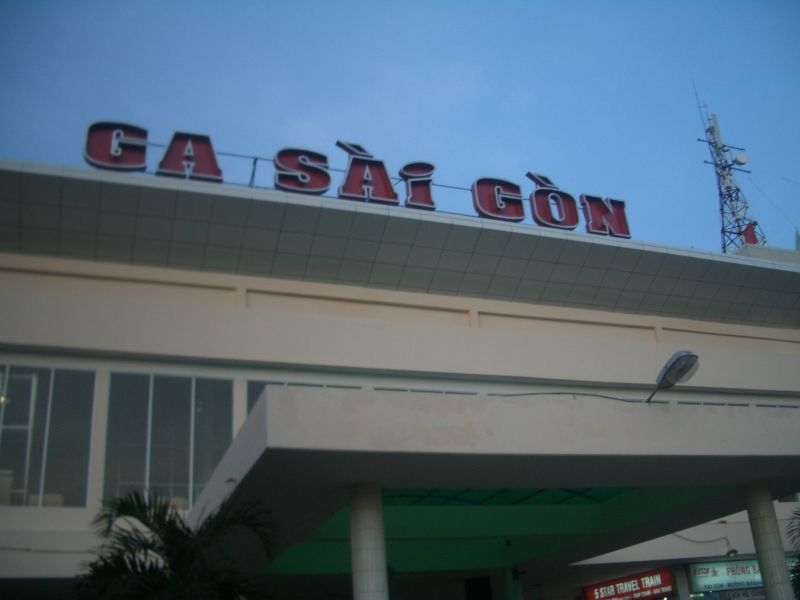
Station Sài Gòn.

Station Sài Gòn is een station in District 3 van Ho Chi Minhstad. Het is het grootste en belangrijkste station van Ho Chi Minhstad. Het station is gelegen aan de Noord-Zuidspoorweg.
Het station werd begin jaren 1930 gebouwd door de Franse kolonisten aan de Noord-Zuidspoorweg. Het ligt ongeveer een kilometer van het centrum van Ho Chi Minhstad.
Het gemeentebestuur van Ho Chi Minhstad is aan het onderzoeken of het station naar een andere locatie kan gaan. Elk jaar rond het Vietnamees Nieuwjaar reizen duizenden mensen met de trein in Ho Chi Minhstad. Ook komen er in de maand december veel buitenlandse Vietnamezen terug naar Vietnam om de laatste dagen van het kalenderjaar bij familie te vieren. Het gebied rondom het station wordt dan nog meer een belast met het verkeer, dan dat het al is.
Hoewel de naam van de stad Saigon in juli 1976 veranderde in Ho Chi Minhstad, heeft het station wel de oude naam gehouden.
Station Hanoi · Station Phu Ly · Station Nam Dinh · Station Thanh Hoa · Station Hai Phong · Station Vinh · Station Đồng Hới · Station Dong Ha · Station Hue · Station Da Nang · Station Tam Ky · Station Quang Ngai · Station Dien Tri · Station Tuy Hoa · Station Nha Trang · Station Muong Man · Station Sài Gòn